# Swans Gmunden
Lo Swans Gmunden è la principale società di pallacanestro maschile di Gmunden, in Austria.

## Storia
La squadra è stata fondata nel 1966 come Union Gmunden. Dal 1997-98 gioca nella massima serie austriaca. Ha vinto il primo trofeo nel 2003, con la prima Coppa d'Austria. Nel 2004 ha vinto di nuovo la coppa, a cui ha aggiunto la supercoppa nazionale. Dal 2005-06 ha assunto il nome attuale, dovuto alla sponsorizzazione con l'Allianz: il nuovo nome porta al primo titolo nazionale e alla seconda supercoppa. Le stesse competizioni vengono conquistate nel 2006. Nel 2007, l'Allianz vince solo il campionato.

## Palmarès
- Campionato austriaco: 6

2005, 2006, 2007, 2010, 2021, 2023
- Coppa d'Austria: 7

2003, 2004, 2008, 2010, 2011, 2012, 2023
- Supercoppa d'Austria: 7

2004, 2005, 2006, 2007, 2008, 2010, 2011

## Cestisti
- Peter Hütter (1997 - 2013)
- Ian Boylan (2006 - 2008)
- Torrion Brummitt (2018 - 2019)
- Tilo Klette (2015 - 2019)
- Jordan Loveridge (2019 - 2020)
- De'Teri Mayes (1999 - 2011)
- Matthias Mayer (1999 - 2016)
- Aaron Mitchell (1992 - 1993)
- Aaron Rountree (2018)

## Roster 2023-2024
Aggiornato al 2 aprile 2024.
| Swans Gmunden | Swans Gmunden |
| Giocatori     | Staff tecnico |
| ------------- | ------------- |

| N. | Naz.                   | Ruolo | Nome               | Anno | Alt.   | Peso   |  |
| -- | ---------------------- | ----- | ------------------ | ---- | ------ | ------ |  |
| 3  | Austria (bandiera)     | A     | Petar Nemcec       | 2000 | 201 cm | 102 kg |  |
| 4  | Serbia (bandiera)      | PG    | Vuk Zivanovic      | 2004 | 192 cm | 85 kg  |  |
| 6  | Austria (bandiera)     | PG    | Daniel Friedrich   | 1992 | 181 cm | 74 kg  |  |
| 7  | Austria (bandiera)     | G     | Benedikt Güttl     | 1994 | 192 cm | 87 kg  |  |
| 10 | Austria (bandiera)     | AG    | Toni Blazan        | 1992 | 197 cm | 102 kg |  |
| 11 | Austria (bandiera)     | G     | Lukas Schartmüller | 1996 | 191 cm | 79 kg  |  |
| 12 | Austria (bandiera)     | A     | Jakob Lohr         | 2002 | 197 cm | 89 kg  |  |
| 15 | Canada (bandiera)      | AG    | Patrick Emilien    | 1999 | 201 cm | 99 kg  |  |
| 21 | Austria (bandiera)     | A     | Luis Streitberger  | 2006 | 197 cm | 87 kg  |  |
| 24 | Stati Uniti (bandiera) | C     | Trey Moses         | 1997 | 206 cm | 112 kg |  |
| 29 | Islanda (bandiera)     | GA    | Orri Gunnarsson    | 2003 | 197 cm | 96 kg  |  |

| Allenatore                                                                    |
| - Anton Mirolybov                                                             |
| Assistente/i                                                                  |
| - Samuli Nieminen Legenda - (C) Capitano - (IN) Inattivo - Infortunato Roster |